# Johan Sæterhaug
Johan Sæterhaug (27. marts 1893 i Rissa – 6. juli 1968 i Trondheim) var en norsk bokser som boksede for Sportsklubben Brage. Han vandt en guldmedalje og Kongepokalen i NM 1920
og en guldmedalje i NM 1923 i vægtklassen letvægt. 
Sæterhaug deltog under sommer-OL for Norge i 1920 i Antwerpen hvor han kom på en 4. plads i vægtklassen letvægt. Han er bror til cykelrytteren og skøjteløberen Martin Sæterhaug.